# Biełaja Bieriozka
Biełaja Bieriozka (ros. Белая Берёзка) – osiedle typu miejskiego w Rosji, w obwodzie briańskim, w rejonie trubczewskim. W 2010 liczyło 6283 mieszkańców.